# Chromatics
Chromatics je elektronická hudební skupina, která vznikla v roce 2001 ve městě Portland v americkém státě Oregon. Členy tohoto hudebního seskupení jsou: Ruth Radeletová (zpěv, kytara, syntezátor), Adam Miller (kytara, vocoder), Nat Walker (bicí nástroje, syntezátor) a producent a multiinstrumentalista Johnny Jewel.
Chromatics začínali jako punkrocková nebo lo-fi skupina, ale po několika personálních výměnách se přiklonili k hudbě, která je ovlivněna žánry, jako je electropunk nebo Italo disco. Do povědomí veřejnosti se tito hudebníci dostali hlavně roku 2007, kdy jim vyšlo třetí studiové album Night Drive, které spolu s dalším, Kill for Love (2012), získalo příznivé odezvy i od hudební kritiky. Jejich nahrávky byly použity v několika seriálech (Super drbna, Batesův motel, Mr. Robot nebo Twin Peaks) a píseň "Tick of the Clock" je zařazena na soundtracku k filmu Drive (2011). V prosinci roku 2014 skupina ohlásila páté studiové album s názvem Dear Tommy.

## Diskografie
Studiová alba
- Chrome Rats vs. Basement Rutz (Gold Standard Laboratories, 2003)
- Plaster Hounds (Gold Standard Laboratories, 2004)
- Night Drive (Italians Do It Better, 2007)
- Kill for Love (Italians Do It Better, 2012)

EP
- Cavecare (Hand Held Heart, 2002)
- Nitě (Italians Do It Better, 2006)
- In Shining Violence (Italians Do It Better, 2007)
- In the City (Italians Do It Better, 2010)
- Running from the Sun (Italians Do It Better, 2012)[7]

Singly
- "Beach of Infants" / "Steps" (Hand Held Heart, 2001)
- "Arms Slither Away" / "Skill Fall" (K, 2002)
- "Ice hatchets" / "Curtains" (Gold Standard Laboratories, 2003)
- "Healer" / "Witness" (Italians Do It Better, 2005)
- "Tick of the Clock" (Italians Do It Better, 2013)[8]
- "Cherry" (Italians Do It Better, 2013)[9]
- "These Streets Will Never Look the Same" (Italians Do It Better, 2013)[10]
- "Yes (Love Theme from Lost River)" (Italians Do It Better, 2015)[11]
- "Just Like You" (Italians Do It Better, 2015)[12]
- "I Can Never Be Myself When You'RE Around" (Italians Do It Better, 2015)[13]
- "In Films" (Italians Do It Better, 2015)[14]
- "Shadow" (Italians Do It Better, 2015)[15]
- "Girls Just Wanna Have Fun" (Italians Do It Better, 2015)[16]

Spolupráce na výrobě
| Titul                              | Year | Album                         |
| ---------------------------------- | ---- | ----------------------------- |
| "Hands in the Dark"                | 2007 | After Dark                    |
| "Killing Spree" (Suite 304 Demo)   | 2007 | After Dark                    |
| "In the City"                      | 2007 | After Dark                    |
| "Tick of the Clock"                | 2011 | Drive                         |
| "Tick of the Clock"                | 2012 | Taken 2                       |
| "Looking for Love"                 | 2013 | After Dark 2                  |
| "Camera"                           | 2013 | After Dark 2                  |
| "Cherry"                           | 2013 | After Dark 2                  |
| "Yes (Love Theme from Lost River)" | 2015 | Lost River                    |
| "Blue Moon"                        | 2015 | Lost River                    |
| "Yes" (Symmetry Remix)             | 2015 | Lost River                    |
| "Yes (Lullaby from Lost River)"    | 2015 | Lost River                    |
| "Cherry"                           | 2016 | Mr. Robot VR Experience Video |
| "Into the Black"                   | 2016 | Mr. Robot                     |